# Basilica di San Domenico (Siena)

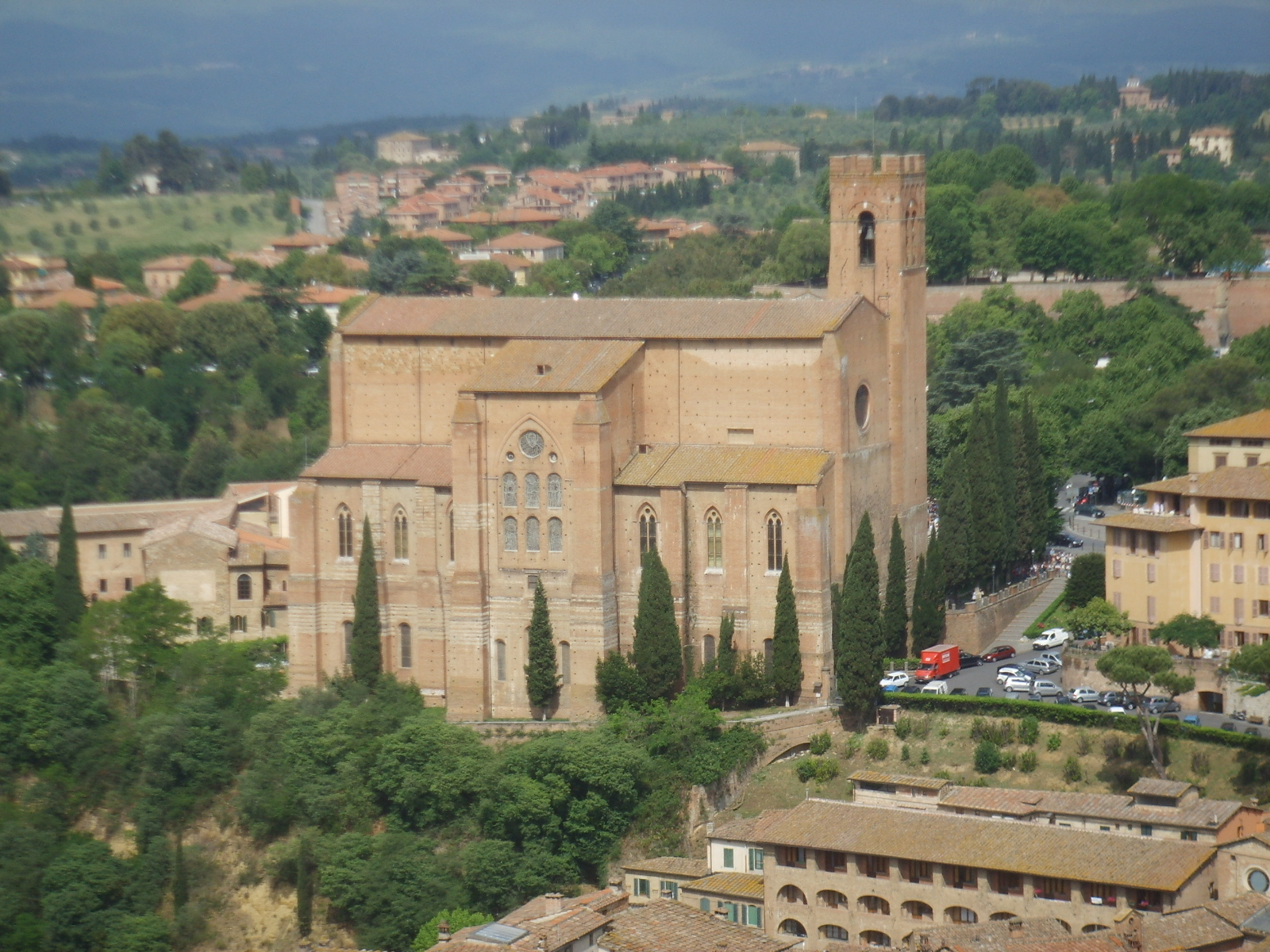
Luftbild der Basilika San Domenico in Siena

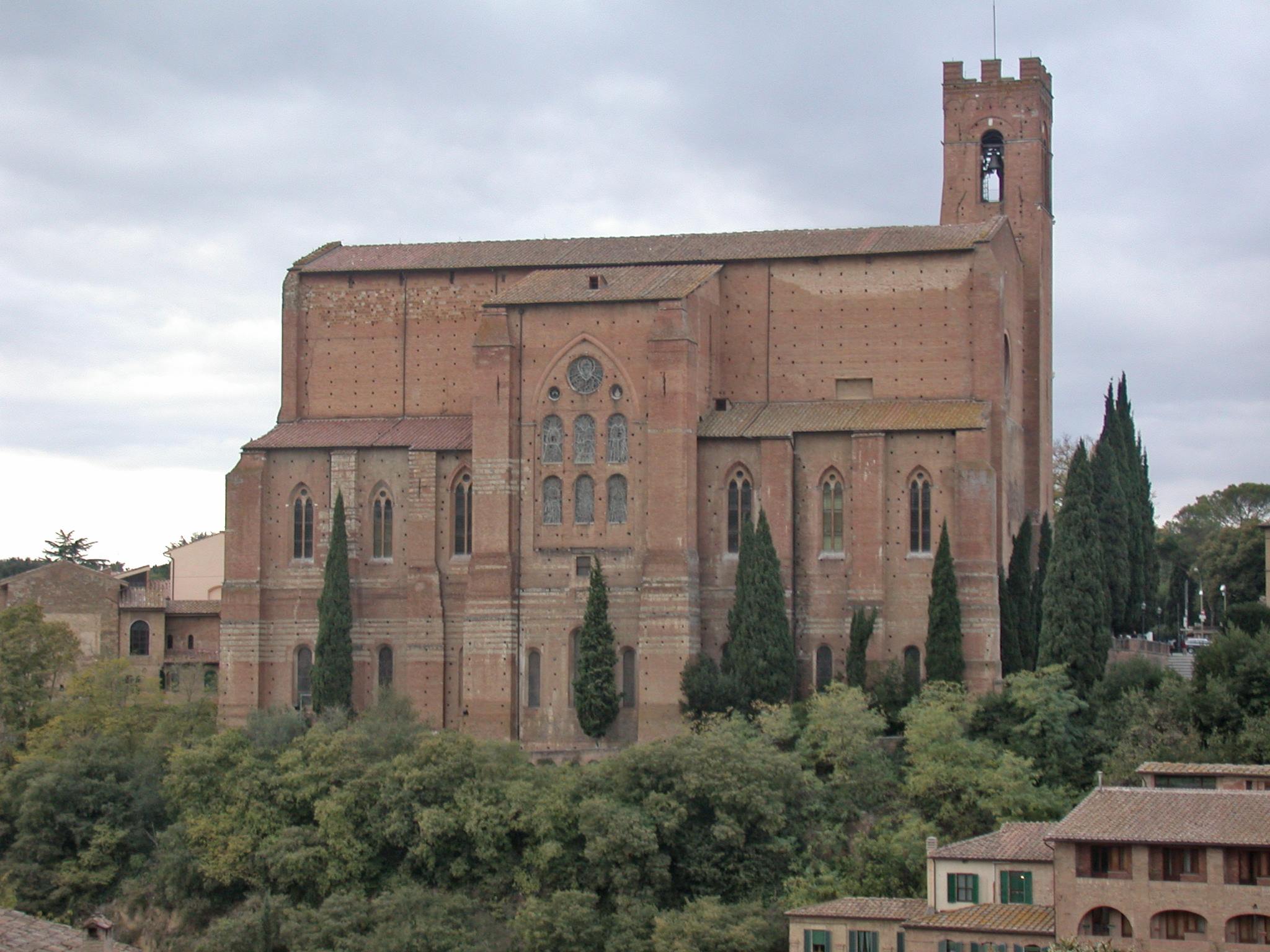
Die Basilica di San Domenico vom Terzo di Città gesehen

Die Basilica di San Domenico (auch Basilica Cateriniana San Domenico genannt) ist eine Bettelordenskirche in Siena. Sie ist dem Gründer des Dominikanerordens geweiht, aber auch mit der Verehrung der Hl. Katharina von Siena eng verbunden. Die Benennung als „Basilika“ bezieht sich nicht auf den Bautyp, sondern den ihr 1927 verliehenen kirchlichen Rang einer Basilica minor.

## Lage
Die Kirche befindet sich am Rande des historischen Stadtkerns, aber erst seit 1430 innerhalb der Stadtmauer von Siena an der Via Camporegio. Die auf dem Colle di San Domenico am Campo Regio (Königsfeld) liegende Basilika liegt im Stadtdrittel Terzo di Camollia in der Contrada Drago, deren Hauptkirche sie neben der Chiesa di Santa Caterina del Paradiso ist. Zum Gebäudekomplex gehören neben der Kirche noch der Kapitelsaal, die Sakristei, das Refektorium, das Dormitorium und der Kreuzgang. Die Fassade zeigt auf die Piazza Madre Teresa di Calcutta und den Viale dei Mille, das Kirchenschiff erstreckt sich über dem Fontebranda-Tal und die Krypta ist mit der Via Camporegio verbunden. An der nördlichen Seite der Basilika liegt das Stadio Artemio Franchi, dessen Südkurve bis 2010 Curva San Domenico genannt wurde.

## Geschichte

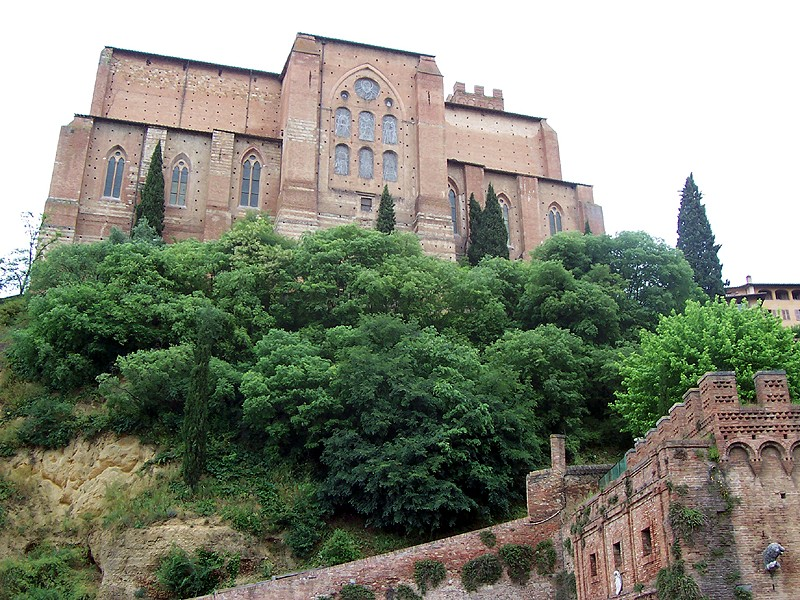
San Domenico mit Apsis und Querschiff von Fontebranda gesehen

Die Kirche wurde ab 1226 von den Dominikanern im Auftrag der Seneser Familie Malavolti erbaut, kurz nachdem der heilige Domingo de Guzmán die Stadt besucht hatte (um 1215). Zum Bau schenkten die Malavolti dem Dominikaner Gualtiero am 24. März 1226 Grundstücke außerhalb der Stadtmauern am Campo Regio. Von 1246 bis etwa 1300 entstand das Langhaus. Die für das Querhaus verwendeten Steine stammen von dem Stadtturm der Grafen d’Elci (Panocchieschi), der 1338 im Terzo di Camollia einstürzte. Am 25. Mai 1352 fand in San Domenico die Beisetzung des Guidoriccio da Fogliano statt. Die Bezeichnung Basilica Cateriniana bezieht sich auf Katharina von Siena, eine dominikanische Heilige. Nach dem Tod Katharinas 1380 in Rom brachte Raimund von Capua 1383 das Haupt und einen Finger der Heiligen zurück nach Siena, die sich nun in San Domenico befinden.
Im 14. Jahrhundert wurde die Kirche erweitert. So entstand von 1417 bis 1420 ein zweites Dormitorium. 1430 wurde der Kirchenbau in den Stadtmauerring von Siena einbezogen. Der Campanile wurde von 1490 bis 1517 errichtet, die Glocke aber bereits 1513 angebracht. 1307, 1443 und 1531 zogen Brände die Kirche in Mitleidenschaft. Der Brand vom 4. Dezember 1531 verschonte die Reliquien der hl. Katharina, zerstörte aber die des sel. Ambrogio Sansedonis, dessen Kapelle auf Kosten der Stadt durch Frate Magio 1287 entstand. Die Restaurierungsarbeiten nach dem Brand von 1531 wurden von Baldassare Peruzzi geleitet.
Die Besetzung der Kirche durch die spanischen Milizen um Diego Hurtado de Mendoza (1503–1575) für Karl V. 1548–1552 führte ebenfalls zu Beschädigungen, da sie das Gotteshaus zur Festung ausbauten und hier ihr Lager aufschlugen. Die Kapelle der Verstorbenen der deutschen Nation entstand 1570, sie war vorher der heiligen Barbara geweiht. Acht Jahre später fand eine Konsekration durch den Seneser Erzbischof Francesco Bandini statt, eine weitere Neukonsekration am 5. Juni 1647 durch den Seneser Erzbischof Ascanio II. Piccolomini. Wegen der häufigen Blitzeinschläge am Campanile wurde der Turmhelm 1694 abgetragen. Zudem wurde der Campanile 1704 restauriert. Am 26. Mai 1798 richtete ein Erdbeben erhebliche Schäden an der Kirche an. Durch diese musste der Campanile erheblich verkürzt werden. Die obere Klangarkade wurde 1802 abgetragen. Das Gutachten zum Restaurierungsbedarf von 1888 stammt von Giuseppe Partini. Papst Pius XI. erhob die Kirche 1927 zur Basilica minor, seit 1955 ist sie zudem Monumento nazionale (Nationalmonument). Von 1941 bis 1962 wurde die Kirche grundsaniert und renoviert und im Zuge dessen vom Erzbischof Ismaele Mario Castellano erneut konsekriert.

## Architektur
Die zurückgenommene, schmucklose Gestalt der in gotischer Zeit erbauten Saalkirche entspricht der von den Bettelorden gewollten Schlichtheit und der Funktion als Predigtraum. Die Backsteinaussenhaut ist bewusst unverkleidet geblieben  und nur wenig gegliedert. Nur die Chorkapellen sind mit Gewölben ausgestattet, aber schlicht rechteckig geschlossen. Das Langhaus ist zwar von monumentaler Größe, verzichtet aber auf Seitenschiffe. Der wenig gegliederte Einheitsraum zeigt deutlich seine Zweckbestimmung als Predigtkirche. Quer- und Langhaus sind mit einem offenen Dachstuhl geschlossen. Für den über einem Abhang errichteten, hoch aufragenden und zur Stadt hin ausgerichteten Chor mussten, ähnlich wie beim Dom, enorme Substruktionen gebaut werden.

## Innere Ausstattung

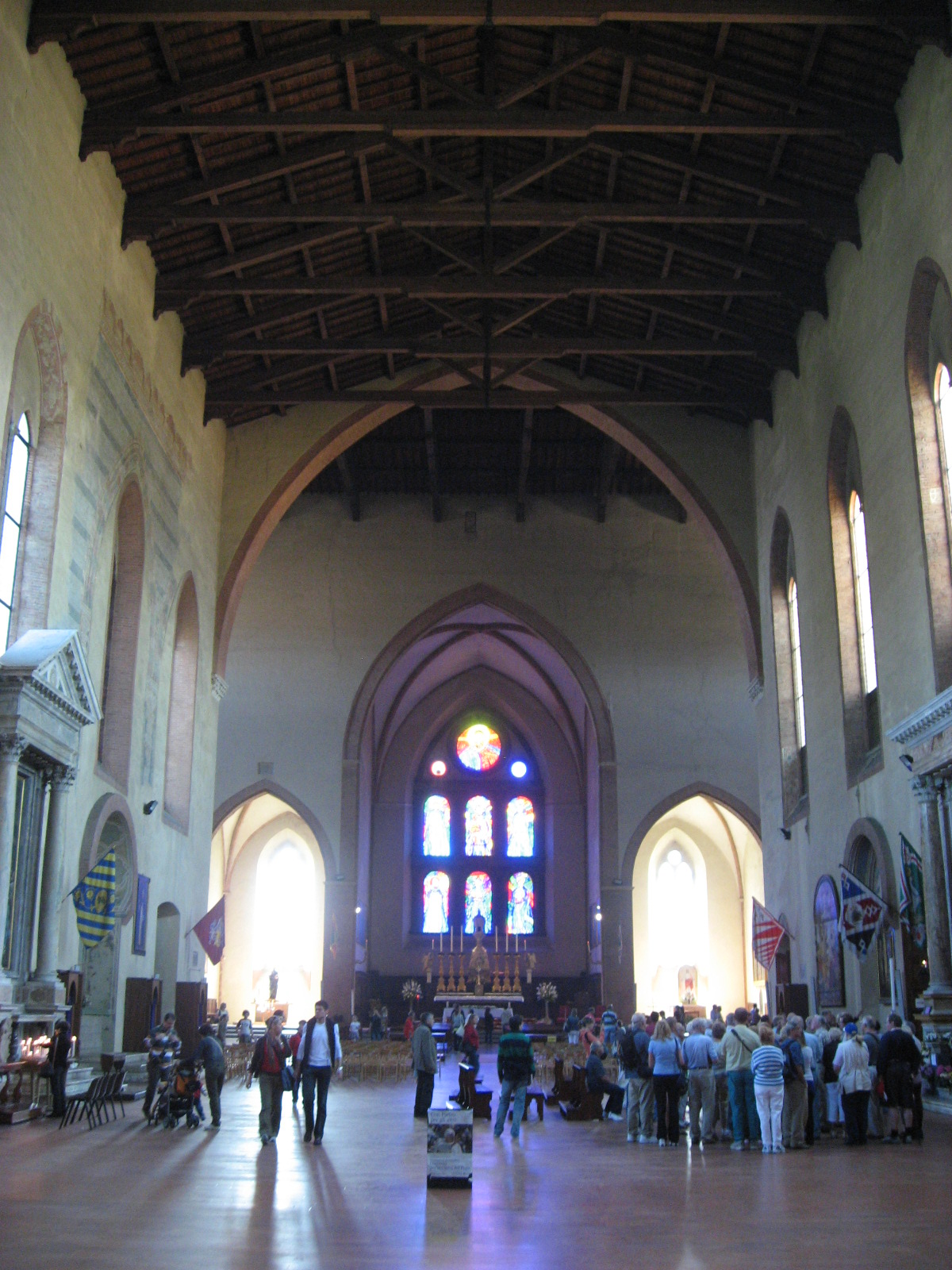
Innenraum von San Domenico

### Rechte Seite des Kirchenschiffs
Die rechte Wand des Kirchenschiffs enthält die Werke Maria erscheint dem seligen Gallerani von Stefano Volpi (1640), Madonna mit Kind, Johannes dem Täufer und einem knienden Ritter (um 1325, abgenommenes Fresko aus dem Kreuzgang) von Pietro Lorenzetti, Anbetung der Hirten (um 1490) von Francesco di Giorgio, dazu eine Lünette Toter Christus mit Engeln zwischen den Heiligen Michael und Magdalena von Matteo di Giovanni und eine Bernardino Fungai zugeschriebene fünfteilige Predella, die  Marmorfigur Segnender Christus von Gano di Fazio und die Geburt Mariens von Alessandro Casolani (1585). In der Mitte der Wand befindet sich der Zugang zur Cappella di Santa Caterina.

### Linke Seite des Kirchenschiffs
Die Altäre der linken Seite des Kirchenschiffs enthalten die Werke Madonna mit Kind von Francesco di Vannuccio, Der heilige Antonius Abbas heilt eine Besessene von Rutilio Manetti (1628), Mystische Hochzeit der heiligen Katharina von Alexandrien von Sebastiano Folli sowie Der heilige Hyazinth rettet eine Marienstatue und eine Monstranz vor einem Brand von  Francesco Vanni (1600).

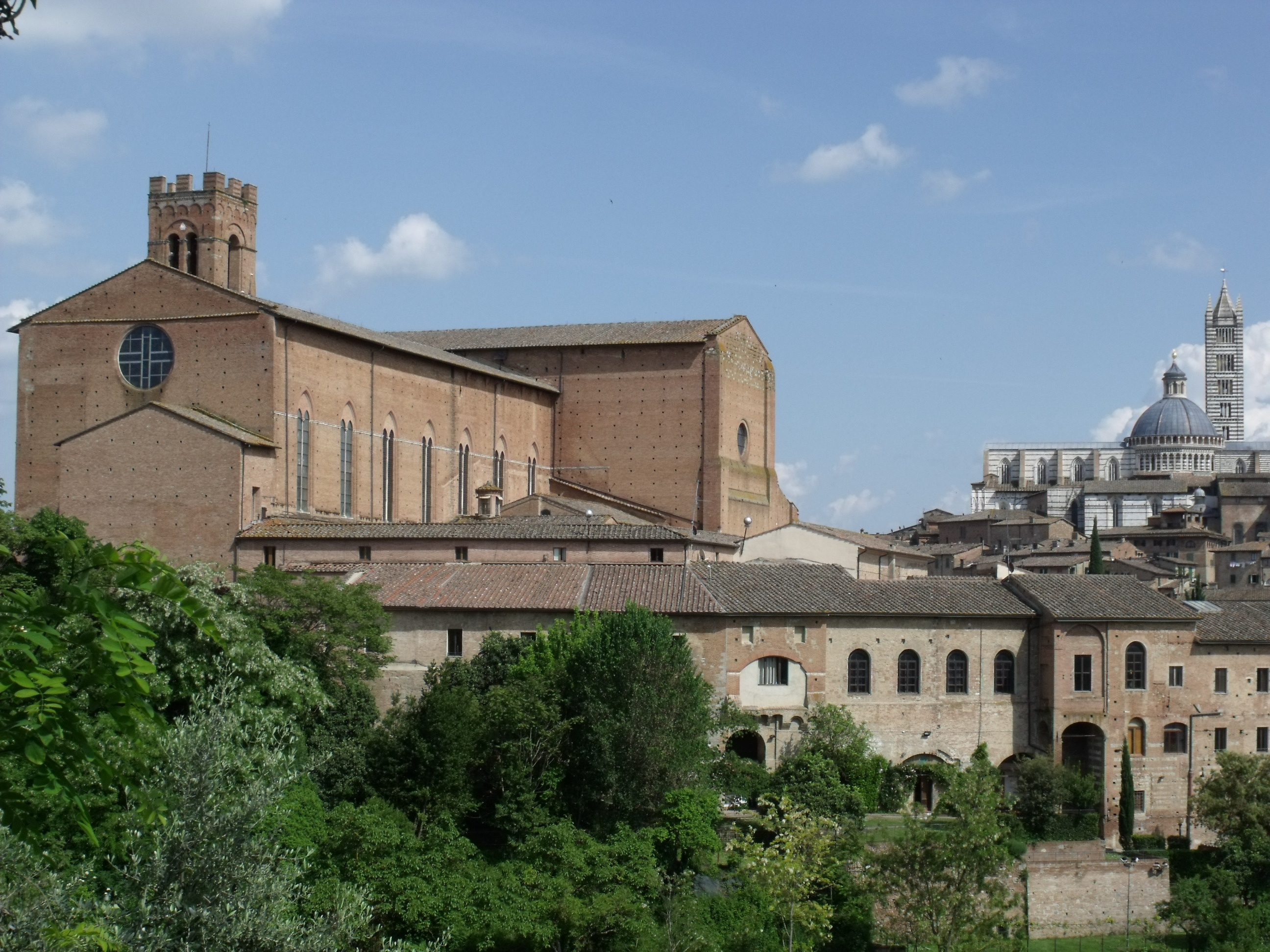
Monasterium und Fassade von San Prospero aus gesehen (im Hintergrund der Dom von Siena)

### Querschiff mit Hauptaltar und Apsis
Über dem Hauptaltar stehen ein Ziborium und zwei Engel (um 1475) von Benedetto da Maiano. Die Apsis enthält außerdem Gemälde von Arcangelo Salimbeni (Tod des heiligen Petrus Martyr, 1579) und Galgano Perpignani (Der heilige Thomas vor dem Papst). Am rechten Ende des Querschiffs steht ein dem sel. Ambrogio Sansedoni geweihter Altar (1611/12) von Francesco Rustici, am linken Ende ein Altar des hl. Dominikus, der im 19. Jahrhundert von Enea Becheroni und Tito Sarrocchi errichtet wurde.

### Kapellen

#### Die sechs Kapellen des Querschiffs
Die erste Kapelle liegt rechts des Hauptaltars und beinhaltet das Familiengrab der Borghesi. Die zweite Kapelle der rechten Seite dient dem Gedächtnis deutscher Studenten, die während ihres Studienaufenthaltes in Siena um das 16. Jahrhundert verstarben. Die dritte Kapelle rechts ist dem Gedächtnis der Toten beider Weltkriege gewidmet. Die vierte (links) beherbergt Matteo di Giovannis Werk Madonna mit Kind zwischen dem heiligen Hieronymus und Johannes dem Täufer. In der fünften Kapelle befinden sich der größte Altar sowie eine Kreuzigung mit den Heiligen Eugenius und Benedikt (1649) von Raffaello Vanni und eine Holzskulptur des Heiligen Antonius Abbas (1426) von Francesco di Valdambrino, farbig gefasst von Martino di Bartolomeo. Die sechste Kapelle enthält eine Maestà (um 1270) von Guido da Siena, eine Madonna mit Kind und den Heiligen Gregor, Jakobus, Hieronymus und Sebastian (1483) von Benvenuto di Giovanni, eine Heilige Barbara mit Maria Magdalena und Katharina von Alexandrien unter einer Lünette mit der Anbetung der Könige (1479) von Matteo di Giovanni sowie das Fresko Geschichten des heiligen Hyazinth und des seligen Sansedoni von Giuseppe Nicola Nasini.

#### Cappella di Santa Caterina

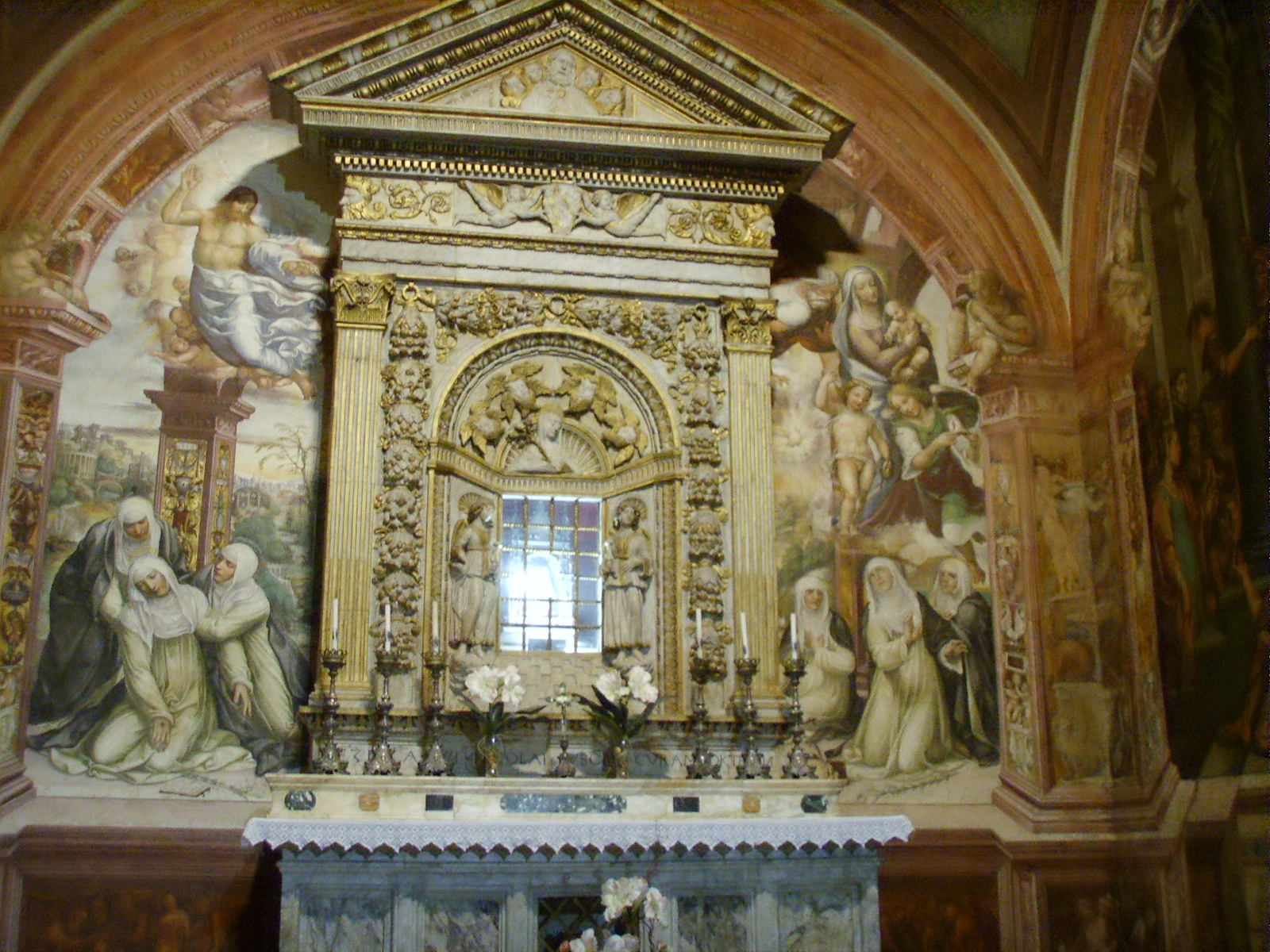
Cappella di Santa Caterina mit Fresken von Sodoma

Die Kapelle der hl. Katharina wurde 1466 von Niccolò Bensi gestaltet, der Marmorboden wird Francesco di Giorgio zugeschrieben. Auf dem Altar von Giovanni di Stefano (1469) befinden sich seit 1711 (mit kurzer Unterbrechung aufgrund des Erdbebens 1798) die Reliquien der Heiligen, mittlerweile in einem Reliquiar von David Menetti und Angelo Giorgi (1931, das Vorgängerwerk von Giovanni di Stefano und Francesco d’Antonio von 1466 ging verloren, das Nachfolgewerk von Giovanni Piamontini ist dort selbst als Kunstwerk ausgestellt), eingebunden von zwei Fresken von Sodoma (Ohnmacht und Ekstase der Heiligen, 1526). An der linken Wand, ebenfalls von Sodoma, Der Tod des Niccolò di Tuldo (1526), an der rechten Wand Die Heilige befreit eine Besessene (1593–1596) von Francesco Vanni.

#### Cappella delle Volte
Die Kapelle, auch Capella dei Miracoli („Kapelle der Wunder“) genannt, liegt direkt hinter der Fassade und war früher durch eine Mauer vom Hauptschiff getrennt. Diese wurde bei Restaurierungsarbeiten im 20. Jahrhundert abgetragen. Erstmals erwähnt wurde die Kapelle im Jahr 1368. Sie soll die von Katharina bevorzugte Kapelle gewesen sein. Sie enthält die Heiligsprechung Katharinas (1672/73) von Mattia Preti sowie Werke von Crescenzio Gambarelli (Die heilige Katharina gibt dem als Pilger erscheinenden Christus ein Gewand, Christus gibt der Heiligen ihr Kreuz zurück, Tod der Heiligen und Die Heilige spricht mit Christus das Stundengebet, alle 1602), Deifebo Burbarinis Katharina erscheint der heiligen Rosa von Lima und das vielleicht noch zu Lebzeiten der Heiligen von Andrea Vanni geschaffene Fresko Die heilige Katharina und eine Gläubige (um 1380).

## Krypta

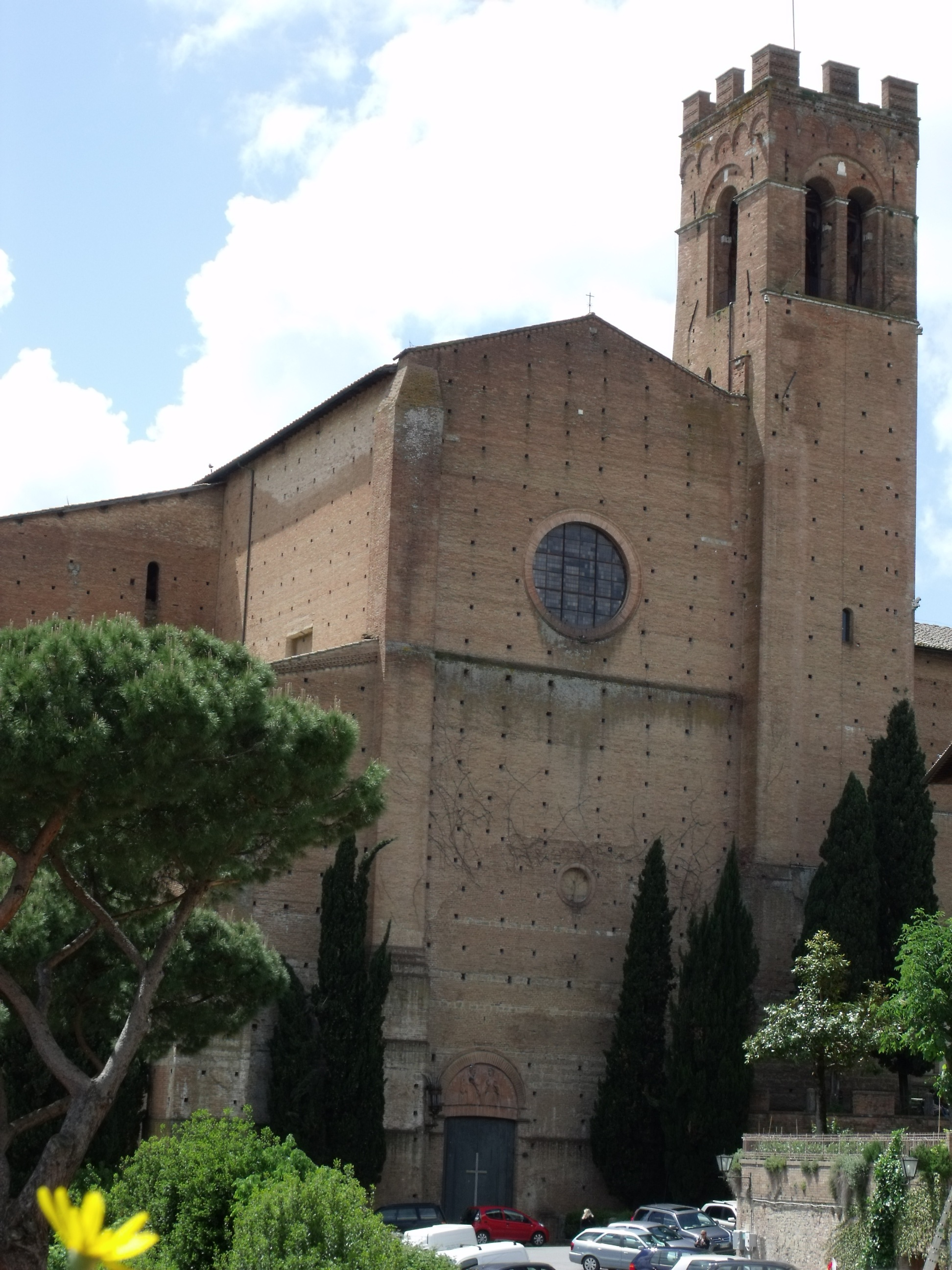
Krypta, linkes Querschiff und Campanile vom Bastone del Pappagallo am Camporegio gesehen

Die Krypta liegt unterhalb des linken Querschiffs der Kirche und ist von der Via Camporegio bzw. dem Camporegio (Königsfeld) zugänglich. In den Wintermonaten wird die Heilige Messe dort gefeiert, da die Krypta aufgrund der unterirdischen Lage nicht so stark geheizt werden muss. Dort befinden sich ein großes gemaltes Kruzifix  von Sano di Pietro auf dem Altar sowie eine Kreuzigung von Ventura Salimbeni (1600).

## Kreuzgang
Der Kreuzgang liegt rechtsseitig der Fassade und entstand 1425. 1941 wurde er restauriert. Die Fresken stammen von Lippo Memmi und Lippo Vanni. Das Grab des Malers Andrea di Bartolo befindet sich ebenfalls im Kreuzgang, nahe dem Refektorium.